# Marco Nônio Macrino
Marco Nunes Macrino (em latim, Marcus Nonius Macrinus) (Brescia) foi um general romano, comissário de polícia, magistrado, cônsul e confidente do imperador Marco Aurélio.
Marco lutou em guerras contra as tribos germânicas no norte da Europa e foi procônsul da Ásia.
Sua sepultura - um importante achado arqueológico da Roma Antiga - foi encontrada em bancos de areia do rio Tibre, próximo à Via Flamínia, Roma, em outubro de 2008.